# Consejo Distrital de Escuelas de Peel
El Consejo Distrital de Escuelas de Peel o la Junta Escolar del Distrito de Peel (Peel District School Board, PDSB, "Consejo Escolar de Distrito de Peel") es un consejo escolar de Regional Municipality of Peel, Ontario. Tiene su sede en el HJA Brown Education Centre en Mississauga. El consejo, con una superficie de 1.254 kilómetros cuadrados, gestiona 196 escuelas primarias y 37 escuelas preparatorias. Tiene 151.072 estudiantes, incluyendo 106.820 estudiantes en escuelas primarias y 44.252 estudiantes en escuelas preparatorias.